# Salt amb esquís als Jocs Olímpics d'hivern de 1960
Als Jocs Olímpics d'Hivern de 1960 celebrats a la ciutat de Squaw Valley (Estats Units) es disputà una prova de salt amb esquís en categoria masculina. La prova es disputà el dia 28 de febrer de 1960 en un trampolí de 80 metres. Aquesta fou la primera vegada que s'utilitzà la tècnica Daescher per realitzar el salt.

## Comitès participants
Hi participaren un total de 45 saltadors de 15 comitès nacionals diferents.
| - Alemanya (4) - Àustria (4) - Canadà (3) - Estats Units (4) - Finlàndia (4) |  | - França (2) - Hongria (1) - Islàndia (1) - Itàlia (4) - Japó (4) |  | - Noruega (4) - Polònia (1) - Suècia (4) - Suïssa (1) - Unió Soviètica (4) |

## Resum de medalles
| Or               | Argent        | Bronze         |
| Helmut Recknagel | Niilo Halonen | Otto Leodolter |

## Medaller
| Posició | País      | Or | Argent | Bronze | Total |
| 1       | Alemanya  | 1  | 0      | 0      | 1     |
| 2       | Finlàndia | 0  | 1      | 0      | 1     |
| 3       | Àustria   | 0  | 0      | 1      | 1     |
|         |           |    |        |        |       |
| Total   | Total     | 1  | 1      | 1      | 3     |

## Resultats
| Posició | Saltador                | Punts |
| ------- | ----------------------- | ----- |
| 1       | Helmut Recknagel        | 227.2 |
| 2       | Niilo Halonen           | 222.6 |
| 3       | Otto Leodolter          | 219.4 |
| 4       | Nikolay Kamenskiy       | 216.9 |
| 5       | Torbjørn Yggeseth       | 216.1 |
| 6       | Max Bolkart             | 212.6 |
| 7       | Arnsten Samuelstuen     | 211.5 |
| 8       | Juhani Kärkinen         | 211.4 |
| 9       | Koba Tsakadze           | 211.1 |
| 10      | Nikolay Shamov          | 210.6 |
| 11      | Halvor Næs              | 209.8 |
| 12      | Veit Kührt              | 208.7 |
| 13      | Kåre Berg               | 207.4 |
| 14      | Alwin Plank             | 206.7 |
| 15      | Sadao Kikuchi           | 206.2 |
| 16      | Walter Steinegger       | 205.9 |
| 17      | Eino Kirjonen           | 205.8 |
| 18      | Rolf Strandberg         | 204.8 |
| 19      | Bengt Eriksson          | 202.0 |
| 20      | Andreas Däscher         | 201.2 |
| 21      | Werner Lesser           | 200.8 |
| 22      | Koichi Sato             | 200.3 |
| 23      | Ole Tom Nord            | 200.2 |
| 24      | Dino De Zordo           | 198.8 |
| 25      | Yosuke Eto              | 197.7 |
| 26      | Claude Jean-Prost       | 196.8 |
| 27      | Leonid Fyodorov         | 193.1 |
| 28      | Jon St. Andre           | 192.3 |
| 29      | Inge Lindqvist          | 190.1 |
| 30      | Takashi Matsui          | 189.6 |
| 31      | Władysław Tajner        | 188.2 |
| 32      | Robert Wedin            | 187.1 |
| 33      | Jacques Charland        | 186.3 |
| 34      | Willi Egger             | 185.4 |
| 34      | Gerry Gravelle          | 185.4 |
| 36      | Nilo Zandanel           | 184.8 |
| 37      | Enzo Perin              | 181.6 |
| 38      | Régis Robert Rey        | 179.3 |
| 39      | Luigi Pennacchio        | 171.2 |
| 40      | Veikko Kankkonen        | 168.0 |
| 41      | Tamás Sudár             | 165.8 |
| 42      | Gene Kotlarek           | 165.1 |
| 43      | Skarphéðinn Guðmundsson | 155.7 |
| 44      | Alois Moser             | 151.1 |
| 45      | Kjell Sjöberg           | 127.9 |